# Jorge Di Nocco
Jorge Omar Di Nocco (27 de febrero de 1966) es un deportista argentino que compitió en judo. Ganó una medalla de bronce en los Juegos Panamericanos de 1987 y una medalla de bronce en el Campeonato Panamericano de Judo de 1985.

## Palmarés internacional
| Juegos Panamericanos    | Juegos Panamericanos          | Juegos Panamericanos | Juegos Panamericanos |
| Año                     | Lugar                         | Medalla              | Categoría            |
| ----------------------- | ----------------------------- | -------------------- | -------------------- |
| 1987                    | Indianápolis (Estados Unidos) | Medalla de bronce    | –60 kg               |
| Campeonato Panamericano |                               |                      |                      |
| Año                     | Lugar                         | Medalla              | Categoría            |
| 1985                    | La Habana (Cuba)              | Medalla de bronce    | –60 kg               |